# Martin Kager
Martin Kager (* 21. November 1985 in Vorau) ist ein ehemaliger österreichischer Fußballspieler auf der Position eines Abwehrspielers, der zumeist als Innenverteidiger eingesetzt wurde. Nach einem schweren Motorradunfall im Jahr 2012 pausierte er zwei Jahre lang, trat danach noch drei Jahre im unterklassigen Amateurbereich in Erscheinung, ehe er in der Winterpause 2016/17 31-jährig seine Karriere als Aktiver beendete.

## Karriere
Kager spielte in seiner Jugend für den USV Dechantskirchen und den Grazer AK, über den er auch von September 2000 bis Juni 2004 die HIB Liebenau besuchte. Ab 2003 trat Kager beim USV Hartberg Umgebung in Erscheinung und wechselte nach nur einem Jahr zum TSV Hartberg. Mit diesem gelang ihm in der Saison 2004/05 der Aufstieg von der drittklassigen Regionalliga Mitte in den Profifußball. Nachdem er im Mai seine Tätigkeit als Commodity-Manager bei Magna International aufgenommen hatte, wechselte Kager im Sommer 2005 wieder zurück zum USV Hartberg Umgebung in die fünftklassige Oberliga Süd/Ost, wo er bis zum Sommer 2010 spielte. Im Sommer 2009 wurde er bis zur Winterpause 2009/10 wieder an den TSV Hartberg verliehen, wo er vorrangig in der zweiten Mannschaft in der Oberliga Süd/Ost agierte, es aber auch auf zwei Einsätze im Profifußball brachte. Nach der Saison 2009/10 verließ Kager den TSV Hartberg in Richtung SV Lafnitz. In der Saison 2010/11, in der er als Mannschaftskapitän agierte, erreichte die Mannschaft den Meistertitel in der Oberliga Süd/Ost. In der folgenden Saison spielte Kager mit seinem Verein in der steirische Landesliga. Dort absolvierte er als Kapitän 25 Ligaspiele, ehe er am 19. Mai 2012 bei einem Motorradunfall schwer verletzt wurde. Nach dem schweren Motorradunfall im Jahr 2012 pausierte er zwei Jahre lang, trat danach noch drei Jahre im unterklassigen Amateurbereich für den USV Grafendorf und die zweite Mannschaft der Lafnitzer in Erscheinung, ehe er in der Winterpause 2016/17 31-jährig seine Karriere als Aktiver beendete. Zu den Grafendorfer wechselte er im Sommer 2014 an der Seite seines jüngeren Bruders Thomas (* 1996). Mit der zweiten Mannschaft der Lafnitzer schaffte er 2014/15 den Aufstieg von der achtklassigen 1. Klasse Ost A in die Gebietsliga Ost und gleich darauf 2015/16 weiter in die Unterliga Ost.
Bei den Lafnitzern trat er bereits ab 2015 für einige Jahre als Nachwuchskoordinator in Erscheinung und war zeitweise auch selbst als Nachwuchstrainer tätig. Dies nicht nur beim SV Lafnitz, sondern auch in seiner kurzen aktiven Zeit beim USV Grafendorf.
Im Laufe seiner Karriere spielte er nicht nur an der Seite seines jüngeren Bruders, sondern auch zusammen mit anderen Verwandten wie seinen Cousins Mathias (* 1987) oder Bernd (* 1987).
Nachdem er 15 Jahre lang bei Magna International gearbeitet hatte, wurde er im Mai 2020 Geschäftsführer der BBG – Burgenländische Bauwirtschaftsförderungs GmbH.

## Erfolge (Auswahl)
- 1× Vizemeister der Regionalliga Mitte (TSV Hartberg): 2004/05
- 1× Meister der Steirischen Landesliga (SV Lafnitz): 2012/13
- 1× Meister der Oberliga Süd/Ost (SV Lafnitz): 2010/11
- 1× Sieger des Steirercup (SV Lafnitz): 2012/13
- 1× Meister der 1. Klasse Ost A (SV Lafnitz II): 2014/15
- 1× Meister der Gebietsliga Ost (SV Lafnitz II): 2015/16